# Pirunipygus paradoxus
Pirunipygus paradoxus es una especie de arácnido del orden Opiliones de la familia Gonyleptidae.

## Distribución geográfica
Se encuentra en Perú.